# Kevin Miller (Eishockeyspieler)
Kevin Bradley Miller (* 9. September 1965 in Lansing, Michigan) ist ein ehemaliger US-amerikanischer Eishockeyspieler der im Verlauf seiner aktiven Karriere zwischen 1984 und 2005 unter anderem 681 Spiele für die New York Rangers, Detroit Red Wings, Washington Capitals, St. Louis Blues, San Jose Sharks, Pittsburgh Penguins, Chicago Blackhawks, New York Islanders und Ottawa Senators in der National Hockey League auf der Position des rechten Flügelstürmers bestritten hat. Darüber hinaus war Miller für den HC Davos in der Schweizer Nationalliga A aktiv, mit dem er Schweizer Meister wurde und zweimal den Spengler Cup gewann. Seine Brüder Kip und Kelly waren ebenfalls in der NHL aktiv, ebenso sind es seine Cousins Ryan und Drew.

## Karriere
Miller spielte zunächst vier Jahre von 1984 bis 1988, partiell mit seinen beiden Brüdern, an der Michigan State University in Central Collegiate Hockey Association der National Collegiate Athletic Association. In den vier Jahren, von denen er Teile des letzten mit dem US-amerikanischen Nationalteam verbracht und an den Olympischen Winterspielen 1988 in Calgary teilgenommen hatte, waren seine Leistungen stets solide, ohne dabei Aufsehen zu erregen.
Nachdem er bereits im NHL Entry Draft 1984 in der zehnten Runde an 202. Position von den New York Rangers ausgewählt worden war, nahmen ihn diese zum Beginn der Saison 1988/89 unter Vertrag. Die ersten zwei Spielzeiten im Profibereich musste sich der rechte Flügelstürmer meist mit einem Platz im Farmteam begnügen und zu nur 40 Einsätzen bei den Rangers. Erst zur Saison 1990/91 schaffte er den Sprung in den NHL-Stammkader, wurde jedoch im Saisonverlauf gemeinsam mit Jim Cummins und Dennis Vial zu den Detroit Red Wings transferiert. Im Gegenzug wechselten Joe Kocur und Pär Djoos zu den Rangers. Es folgte ein weiterer Wechsel im Tausch für Dino Ciccarelli zu den Washington Capitals, ehe er nach nur zehn Spielen gegen Paul Cavallini zu den St. Louis Blues abgegeben wurde. Bei den Blues spielte Miller zweieinhalb Spielzeiten, darunter seine beste NHL-Saison mit 48 Punkten aus 75 Spielen. Im Verlauf des Spieljahres 1994/95 wechselte der US-Amerikaner im Tausch für Todd Elik zu den San Jose Sharks. Auch dort blieb er nicht lange und spielte in der Folge für die Pittsburgh Penguins, Chicago Blackhawks, New York Islanders und Ottawa Senators. Am Ende der Saison 1999/00 gewann er mit den Grand Rapids Griffins den Turner Cup, die Meisterschaft der International Hockey League.
Da Miller in den drei Spielzeiten zwischen 1997 und 2000 wieder oft in den Minor Leagues spielen musste und nur noch limitierte Eiszeiten in der NHL bekam, unterschrieb er zur Spielzeit 2000/01 einen Vertrag beim HC Davos aus der Schweizer Nationalliga A. In den drei Jahren beim Schweizer Traditionsklub gewann er 2002 die Schweizer Meisterschaft, die erste nach 17 Jahren ohne Titel, und zweimal den Spengler Cup, darunter der erste Davoser Turniersieg seit dem Jahr 1958. Für negative Schlagzeilen sorgte Miller dabei während seines Engagements in der Schweiz, als er in seiner ersten Spielzeit Gegenspieler Andrew McKim auf offenem Eis von hinten checkte. Dieser zog sich dabei ein schweres Schädel-Hirn-Trauma zu, das sein Karriereende zur Folge hatte. Miller wurde daraufhin von der Liga für acht Spiele gesperrt und zu einer Strafe in Höhe von 3000 Schweizer Franken verurteilt sowie im Sommer 2005 vom Zürcher Bezirksgericht der Körperverletzung schuldig gesprochen. Dies hätte eine Haft von drei Monaten und die Strafzahlung von 10.000 Schweizer Franken bedeutet. Nach mehreren Einsprüchen fällte im April 2008 schließlich das Zürcher Obergericht das endgültige Urteil, das ihn zur Zahlung von 3000 Schweizer Franken verpflichtete. Zudem ist er gegenüber McKim zu 100 Prozent schadensersatzpflichtig.
Im Sommer 2003 kehrte Miller nach Nordamerika zurück, wo er einen Kontrakt bei den Detroit Red Wings unterzeichnete. Diese setzten ihn nur viermal in der NHL in der Saison 2003/04 ein. Zumeist gehörte er dem Farmteam in der American Hockey League an. Nach sieben Spielen für die Flint Generals aus der United Hockey League in der Spielzeit 2004/05 beendete er seine Karriere.

### International
Neben der Teilnahme an den Olympischen Winterspielen 1988 in Calgary spielte Miller zudem bei den Weltmeisterschaften 1991, 1998 und 2003 und dem Canada Cup 1991 für die US-amerikanische Nationalmannschaft. Beim Canada Cup konnte er dabei den zweiten Platz erreichen.

## Erfolge und Auszeichnungen
| - 2000 Turner-Cup-Gewinn mit den Grand Rapids Griffins - 2000 Spengler-Cup-Gewinn mit dem HC Davos - 2000 All-Star-Team des Spengler Cup | - 2001 Spengler-Cup-Gewinn mit dem HC Davos - 2002 Schweizer Meister mit dem HC Davos |

### International
- 1991 Silbermedaille beim Canada Cup

## Karrierestatistik

### International
Vertrat die USA bei:
| - Olympischen Winterspielen 1988 - Weltmeisterschaft 1991 - Canada Cup 1991 | - Weltmeisterschaft 1998 - Weltmeisterschaft 2003 |

(Legende zur Spielerstatistik: Sp oder GP = absolvierte Spiele; T oder G = erzielte Tore; V oder A = erzielte Assists; Pkt oder Pts = erzielte Scorerpunkte; SM oder PIM = erhaltene Strafminuten; +/− = Plus/Minus-Bilanz; PP = erzielte Überzahltore; SH = erzielte Unterzahltore; GW = erzielte Siegtore; 1 Play-downs/Relegation; Kursiv: Statistik nicht vollständig)